# یانووو (شهرستان ونگروف)
یانووو (به لاتین: Janowo) یک روستا در لهستان است که در گمینا لیو واقع شده‌است. یانووو ۳۰ نفر جمعیت دارد.